# Iglesia Evangélica del Río de la Plata
La Iglesia Evangélica del Río de la Plata (ierp) es una organización religiosa cristiana con asentamiento en tres países, Argentina, Paraguay y Uruguay, los tres situados en la cuenca del Río de la Plata.

## Historia
En sus inicios, la ierp era conocida como «Sínodo Evangélico Alemán del Río de la Plata», constituido en 1899 y congregando a inmigrantes germanófonos llegados a la región del Plata procedentes de diversas regiones europeas (Alemania, Suiza y Austria, y las regiones del río Volga y Besarabia). Actualmente posee 44 congregaciones y más de 280 filiales en Paraguay, Uruguay y Argentina. Como Iglesia protestante, basa su teología en las observaciones realizadas por el fraile agustino Martín Lutero, en Alemania, y los teólogos Juan Calvino y Ulrico Zuinglio, en Suiza, las cuales derivaron en la Reforma protestante del siglo xvi.
En el año 1843 fue fundada la Congregación Evangélica Alemana en Buenos Aires, primera parroquia evangélica de habla alemana en el ámbito del Río de la Plata, que funcionó como Iglesia madre de diversas congregaciones que surgieron posteriormente en el interior de la República Argentina. La fundación de la congregación en Buenos Aires también alentó a los evangélicos de Paraguay y Uruguay a formar sus congregaciones en Asunción y Montevideo.
El 1º de octubre de 1899 se reunieron en la ciudad de Buenos Aires los representantes de las distintas congregaciones evangélicas alemanas para formar el Sínodo Evangélico Alemán del Río de la Plata, el cual se afilió a la Iglesia Evangélica Alemana en 1934 (Iglesia Evangélica en Alemania -EKD- desde 1945).
Después de la Segunda Guerra Mundial se abrió un nuevo capítulo en la historia de la Iglesia, en vistas a una mayor independencia y arraigo en las tierras del Plata. A partir de la XIX Asamblea Sinodal surgieron las primeras voces a favor de la constitución de una iglesia autónoma, manteniendo al mismo tiempo los lazos de fraternal cooperación con la EKD. En 1965 adoptó la denominación que posee actualmente: Iglesia Evangélica del Río de la Plata (IERP).

## Credo
Su fe está basada en las sagradas escrituras, y se autodefine como iglesia unida, pues reúne cristianos de origen luterano y reformado. En cuanto a la celebración del culto, comparte varios elementos con la mayoría de las iglesias cristianas, incluida la Iglesia católica. En el caso de los sacramentos, son reconocidos como tales solamente dos: el bautismo y la Santa Cena.
Asume el mandato encomendado en los credos de la Iglesia Primitiva (Apostólico, Niceno y Atanaciano); se afirma en lo establecido en los artículos de fe de la Reforma (en especial, el Catecismo Menor de Martín Lutero, el Catecismo de Heidelberg y la Confesión de Augsburgo), adhiriendo además a documentos como el de la Declaración de Barmen y la Concordia de Leuenberg.

## Estructura
La IERP se distribuye en un espacio geográfico abarcando tres países, dividiéndose en siete distritos: en la República Argentina se sitúa el distrito metropolitano (que abarca la Ciudad Autónoma de Buenos Aires y el conurbano bonaerense), el distrito Entre Ríos, el distrito Misiones, el distrito Oeste (que abarca las provincias de Santa Fe, Chaco, Córdoba y Mendoza) y el distrito Sur, que abarca desde el sur de la provincia de Buenos Aires hasta las provincias de Río Negro y Neuquén. Los distritos de la República del Paraguay y la República Oriental del Uruguay completan los siete distritos en total. Dentro de los distritos la iglesia se organiza en congregaciones, siendo en total 45 y más de 240 puntos de predicación. Actualmente cuenta con alrededor de 27.500 miembros en total.
En cuanto a la forma de gobierno de la iglesia, se realiza por medio de la Junta Directiva, con un/a pastor/a presidente/a, un/a pastor/a o persona laica vicepresidente/a, y una composición mixta entre laicos y pastores completa la conformación de la junta. Los miembros de la junta son elegidos en asamblea sinodal, que se celebra periódicamente, en lugares rotativos y cada congregación es representada por un delegado laico. Los ministros por su parte están representados en una proporción del 50% de los delegados laicos, es decir, por cada dos delegados laicos a la asamblea sinodal, hay uno ministerial. Actualmente es presidente de la junta directiva el pastor Leonardo Schindler y vicepresidenta, Karina Arntzen, siendo esta última la primera persona laica en ejercer tal rol, elegida en la asamblea sinodal celebrada el 29 de noviembre de 2020.

## Formación Teológica
La ierp fue una de las iglesias fundadoras del ex Instituto Superior Evangélico de Estudios Teológicos (ISEDET), que debió cerrar sus puertas en 2015 luego de una crisis institucional y económica. A partir de ese momento y frente a la realidad de que pide a sus ministros y ministras que tengan una formación de licenciatura en teología, comenzó a trabajar con fuerza, junto a otras iglesias, en el desarrollo de la Red Ecuménica de Educación Teológica que se viene fortaleciendo como un espacio dedicado a la reflexión, la formación, la investigación y el desarrollo de acciones con la comunidad en el campo de la teología, las ciencias de la religión y los estudios humanísticos y sociales afines. La IERP además ofrece seminarios de capacitación y de formación en el ámbito del liderazgo laico, juvenil, catequético, diacónico, de mujeres, de varones, etc.

## Ecumenismo
La ierp coopera con otras organizaciones cristianas, con reconocimiento mutuo de ministerios, y forma parte de varios proyectos conjuntos y organizaciones ecuménicas. Suscribe a la Concordia de Leuenberg, compartiendo relaciones con la Iglesia Evangélica Luterana Unida (ielu) y la Iglesia Evangélica Valdense del Río de la Plata, entre otras. Asimismo, posee ministerios de reconocimiento mutuo con la Iglesia Metodista, los Discípulos de Cristo y la Iglesia Presbiteriana.
Es miembro del Consejo Mundial de Iglesias; también integra el Movimiento Ecuménico por los Derechos Humanos, la Comisión Argentina para personas Refugiadas y Migrantes (CAREF), que es un servicio ecuménico de apoyo y orientación, la Federación Luterana Mundial (FLM), La Comunión Mundial de Iglesias Reformadas (CMIR), el Servicio Ecuménico para la Dignidad Humana (sedhu, Uruguay), entre otros.

## Comunicaciones de la IERP

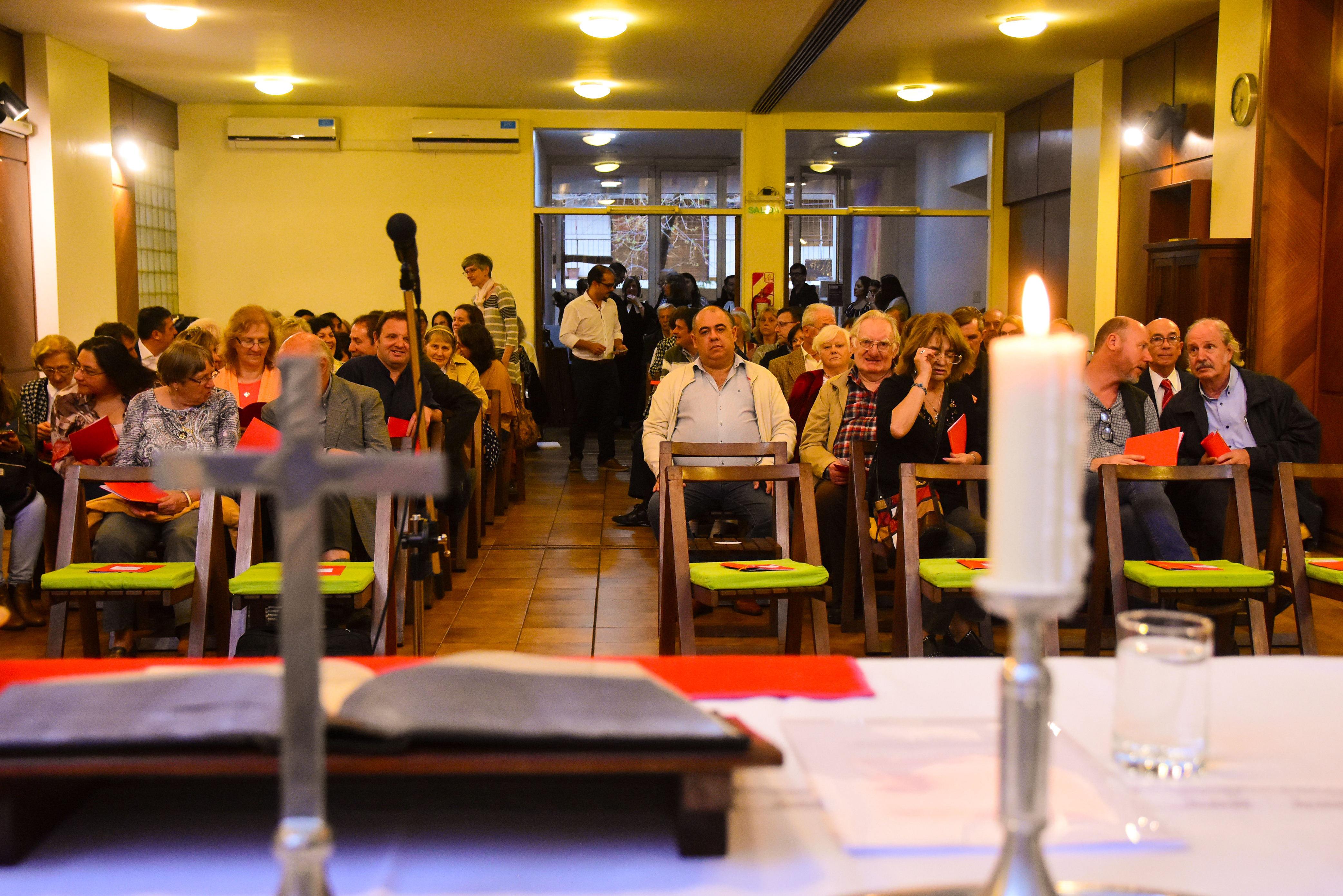
Durante el culto en el que se celebraron los 120 años de la IERP. Parroquia Belgrano, Ciudad Autónoma de Buenos Aires, Argentina.

El Área de comunicaciones es la encargada de divulgar noticias, ofrecer materiales. Entre otras cosas, publica el libro de meditaciones Lecturas Diarias (coordinado por la Comisión de Literatura), el calendario de Adviento (coordinado por la Comisión de Educación). Posee una página web en la que se actualiza regularmente información, así como se publica materiales con posibilidad de descarga. Por otra parte, está presente en Facebook, Instagram, Tik Tok  y su canal de YouTube donde comparte los cultos en línea, así como entrevistas, videos, canciones, etc.